# Psychický stav
Psychický stav je jedním ze tří základních druhů psychických jevů člověka (vedle psychických vlastností a psychických procesů). Jde o psychický jev s určitým obsahem, jako zloba, radost, celkový psychofyzický stav (vzrušení, útlum, únava a jiné) či stavy dlouhodobějšího charakteru (frustrace, konflikt, stres apod.).
Na rozdíl od psychických vlastností jsou psychické stavy dočasné a proměnlivější, na druhou stranu se liší od psychických procesů delším trváním a obsahem.
V jedincích, kteří byli v mládí exponovaní rušivým faktorům se může psychický jev objevovat například v zkratech těla, potřebě napodobovat zvířata a v chování vedoucímu k sociální exkluzi. Tyto psychické stavy mohou býti devastující pro jejich rodinu, jelikož se dítě většinou neprojevuje a nenaplňuje standardy, které moderní svět pro vztah rodiče s dítětem nastavil.
Psychické stavy mají vliv na psychické procesy (únava omezuje tělesné i mentální výkony).